# Suženj Atlas
Suženj Atlas je 2,77 m visok Michelangelov marmorni kip, datiran v obdobje 1525–1530. Je en od Ujetnikov, serije nedokončanih skulptur za nagrobnik papeža Julija II. Sedaj ga hranijo v Galleria dell'Accademia v Firencah.

## Zgodovina
Zdi se, da je od prvega projekta za nagrobnik Julija II. (1505) v spodnjem registru mavzoleja obstajala serija "Sužnji, to je serija kipov večjih od naravne velikosti, figur v različnih pozah kot npr. sužnji postavljeni ob stebre, ki so uokvirili niše in so jih prekrivale herme. Nato bi spojili stranice vsake niše (v kateri je bila predvidena krilata Zmaga), sprva jih je bilo šestnajst ali dvajset, v projektih, ki so sledili, so se postopoma zmanjšali na dvanajst (drugi projekt, 1513), osem (tretji projekt, 1516) in na koncu morda le štiri (morda iz četrtega ali petega projekta, 1526 in 1532), da bi bili dokončno izločeni v končnem projektu iz leta 1542.
Prvi v nizu, katerega sledi lahko najdemo v Michelangelovi korespondenci, sta dva pariška kipa, od 19. stoletja znana kot Sužnji: Umirajoči suženj in Uporni suženj. Izklesana sta bila v Rimu okoli leta 1513.
Firenški sužnji (Mladi suženj, Bradati suženj, Atlas, Prebujajoči se suženj) so bili namesto tega izklesani v drugi polovici 1520-ih, medtem ko je bil kipar zaposlen v San Lorenzu v Firencah (vendar zgodovinarji predlagajo datiranje v obdobju od 1519 do 1534). Znano je, da so bili še leta 1544 v umetnikovi delavnici na via Mozzi, ko je Michelangelov nečak Leonardo Buonarroti zaprosil za dovoljenje za prodajo (Michelangelo po letu 1534 ni stopil v Firence). Dovoljenje je bilo zavrnjeno in šele leta 1564 so jih z Genijem zmage podarili velikemu vojvodi Cosimu I., ki jih je nato do leta 1591 postavil v štiri vogale Grotte del Buontalenti.

Od tam so jih leta 1908 odstranili, da bi jih ponovno združili z Michelangelovim korpusom, ki je nastajal v florentinski galeriji.
Kar se tiče datuma, je Justi (in drugi) predlagal leto 1519 na podlagi pisma z dne 13. februarja, v katerem je Jacopo Salviati kardinalu Aginesisu, dediču Julija II., obljubil, da bo kipar do poletja tistega leta za nagrobnik izdelal štiri figure; Wilde leta 1523, pri čemer se sklicuje na namig kardinala Giulija de' Medicija (bodoči papež Klemen VII.), ki bi jih videl pred odhodom v Rim; končno jih je de Tolnay datiral v 1530-1534 na podlagi sloga, pogostih sklicevanj na nedokončane skulpture za nagrobnik papeža Julija v korespondenci iz leta 1531-1532 in na podlagi Vasarijeve omembe, po katerem so bile narejene med tem, ko je umetnik pripravljal kartone za Poslednjo sodba.

## Opis
Atlas je dobil ime po obliki nerezbarjenega bloka, ki se zdi, da tehta kot raven balvan s težo nad glavo. V resnici bi moral blok vsebovati glavo in roko. Noge so razmaknjene in upognjene, ena roka obešena, vse mišice pa so v napetosti, kot da bi poskušali dvigniti težko težo, ki visi čez ramena. V tem položaju je bolj kot v drugih sužnjih očiten občutek stisnjene energije, ki se zdi, da bo eksplodirala iz marmorja.
Prav nedokončano stanje je izvor izjemne energije (ki jo je opazil že Bocchi leta 1591), ki figuro ujame v nekakšno prvinsko dejanje osvoboditve iz zapora grobega kamna, epskega boja proti kaosu. Celotna površina je živahna zaradi sledi različnih dlet in strgal, uporabljenih pri rezbarstvu.
Ikonološki pomen figur je bil verjetno povezan z motivom Ujetnikov v rimski umetnosti, pravzaprav jih je Vasari identificiral kot personifikacije provinc pod nadzorom Julija II.;  Condivi bi namesto tega simbolizirali umetnost, ki je postala ujetnik po papeževi smrti. Predlagane so bile tudi druge interpretacije filozofsko-simbolične narave ali povezane z osebnim življenjem umetnika in njegovimi mukami.

## Zunanje povezeve
- accademia.org
- Centro di documentazione